# Patrick O'Brian
Patrick O'Brian CBE (født Richard Patrick Russ 12. december 1914, død 2. januar 2000) var en engelsk romanforfatter og oversætter, der er bedst kendt for sin Aubrey-Maturin serien med søfartsromaner, der foregår i Royal Navy under Napoleonskrigene, og som omhandler venskabet mellem den engelske kaptajn Jack Aubrey og den irsk-katalanske skibslæge Stephen Maturin. Serien på 20 romaner, hvoraf den første er Master and Commander, er kendt for at give et meget velunderbygget og detaljeret billede af livet i 1800-tallet, samt for sit autentiske og stemnignsfulde sprog. De blev udgivet fra 1969 til 1999. En delvist færdigskrevet 21. roman i serien blev udgivet posthumt, og indeholder håndskrevne sider. Serien er blevet filmatiseret i 2003 af Peter Weir i Master and Commander: The Far Side of the World med Russell Crowe som Aubrey og Paul Bettany som Maturin.
O'Brian skrev en række andre romaner og korthistorier, hvoraf de fleste blev udgivet inden han opnåede succes med Aubrey–Maturin serien. Han oversatte også værker fra fransk til engelsk og skrev biografier om Joseph Banks and Picasso.
Hans store succes kom sent i hans liv, da et amerikansk forlag fattede interesse for Aubrey–Maturin serien. Den tiltrak flere læsere og god anmeldelser, da forfatteren var i 70'erne. Mod slutningen af sit liv, og samme år som han mistede sin hustru, voldte britiske medier, der offentliggjorde detaljer om O'Brians tidlige liv, første ægteskab og navneændring efter anden verdenskrig, megen ængstelse for forfatteren som ellers værnede om sit privatliv.
I 1995 modtog han Heywood Hill Literary Prize på £10,000 pounds, for sit livsværk. Ved sin tale til ceremonien i juli dette år sagde den på dette tidspunkt 80-årige O'Brian at det var hans første litteraturpris i sit voksenliv. Han blev udnævnt som æresdoktor fra Trinity College Dublin, og CBE d. 17. juni 1997.

## Værker

### Aubrey–Maturin romanserien
1. Master and Commander (1969)
2. Post Captain (1972)
3. HMS Surprise (1973)
4. The Mauritius Command (1977)
5. Desolation Island (1978)
6. The Fortune of War (1979)
7. The Surgeon's Mate (1980)
8. The Ionian Mission (1981)
9. Treason's Harbour (1983)
10. The Far Side of the World (1984)
11. The Reverse of the Medal (1986)
12. The Letter of Marque (1988)
13. The Thirteen-Gun Salute (1989)
14. The Nutmeg of Consolation (1991)
15. Clarissa Oakes (1992) (published as The Truelove in the US)
16. The Wine-Dark Sea (1993)
17. The Commodore (1994)
18. The Yellow Admiral (1996)
19. The Hundred Days (1998)
20. Blue at the Mizzen (1999)
21. The Final Unfinished Voyage of Jack Aubrey (2004) (published as 21 in the US)

### Romaner
- Caesar (1930, hans første bog, som der fik kritikere til at give ham navnet 'Thoreau-drengen')
- Hussein, An Entertainment (1938)
- Testimonies (1952) (Three Bear Witness in the UK)
- The Catalans (1953) (The Frozen Flame in the UK)
- The Road to Samarcand (1954)
- The Golden Ocean (1956)
- The Unknown Shore (1959)
- Richard Temple (1962)

### Samlinger af korthistorier
- Beasts Royal (1934)
- The Last Pool and Other Stories (1950)
- The Walker and Other Stories (1955)
- Lying in the Sun and Other Stories (1956)
- The Chian Wine and Other Stories (1974)
- Collected Short Stories (1994) (The Rendezvous and Other Stories in the US)
- The Complete Short Stories (2023)

### Faglitteratur
- Men-of-War: Life in Nelson's Navy (1974). ISBN 0-393-03858-0
- Pablo Ruiz Picasso: A Biography (1976) ISBN 978-0-393-31107-5
- Joseph Banks: A Life (1987) The Harvill Press, London. Paperback reprint, 1989. ISBN 1-86046-406-8
- Histoire Naturelle Des Indes: The Drake Manuscript in the Pierpont Morgan Library (1996) with Morgan Pierpont and Ruth S Kraemer, Translator, London: W W Norton. ISBN 978-0-393-03994-8

### Poesi
- The Uncertain Land and Other Poems (2019)

### Fransk til engelske oversættelser af forfatterens værker
- Daily Life of the Aztecs on the Eve of the Spanish Conquest af Jacques Soustelle. London, George Weidenfeld & Nicolson Ltd (1961)
- Daily Life in the Time of Jesus af Henri Daniel-Rops. London, George Weidenfeld & Nicolson Ltd (1962)
- Munich: Peace for Our Time af Henri Nogueres. London, George Weidenfeld & Nicolson Ltd (1965)
- The Horsemen af Joseph Kessel. New York: Farrar, Straus & Giroux (1968)
- Papillon af Henri Charrière. London, Rupert Hart-Davis (1970)
- Banco: The further adventures of Papillon af Henri Charrière. New York, William Morrow (1973)
- Target: Heydrich af Miroslav Ivanov (writer). London. Hart-Davis, MacGibbon (1973)
- Works by Simone de Beauvoir
- De Gaulle The Rebel 1890 – 1944 af Jean Lacouture. London, Collins Harvill (1990) ISBN 978-0-393-02699-3

### Redigeret af O'Brian
- A Book of Voyages (1947) (First American Edition 2013) ISBN 978-0-393-08958-5